# Schlacht von Towton
St Albans – Blore Heath – Ludlow – Northampton – Wakefield – Mortimer’s Cross – St Albans – Ferrybridge – Towton – Hedgeley Moor – Hexham – Edgecote Moor – Losecote Field – Barnet – Tewkesbury – Bosworth Field – Stoke
Die Schlacht von Towton war eine Schlacht der Rosenkriege, die in England geschlagen wurde. Sie fand am 29. März 1461 (Palmsonntag) auf einem Hügelplateau zwischen Towton und Saxton, Yorkshire statt.
Die beteiligten Parteien waren die Yorkisten unter der Führung von Edward, Earl of March, der spätere König Eduard IV., und die Lancastrianer unter der Führung Henry Beauforts. Insgesamt nahmen zwischen 50.000 und 110.000 Männer an dieser Schlacht teil, die Aussagen der Chronisten variieren hierbei jedoch sehr stark. Moderne Historiker vermuten die Gesamtzahl der Verluste auf beiden Seiten zwischen 20.000 und 30.000 Personen, viele davon wurden allerdings erst nach Ende der Schlacht getötet, als sich das Heer der Lancastrianer auf der Flucht befand. Einer der Gründe für die hohe Zahl der Getöteten dürfte in der vorherigen Absprache beider Parteien liegen, keine Gefangenen machen zu wollen (no quarter would be given nor asked). Die Schlacht endete mit einem überragenden Sieg des Hauses York und war eine der entscheidenden Schlachten in den Rosenkriegen.

## Geschichtlicher Hintergrund
Im Jahre 1461 dauerten die Rosenkriege bereits seit sechs Jahren an, und die Adligen des Reiches (die Peerage, bestehend aus den Lords und dem Hochadel Englands) hatten Partei für die eine oder andere Seite ergriffen.
An der Schlacht bei Towton nahmen 20, nach anderen Quellen 28 Lords (das entspricht etwa der Hälfte des damaligen englischen Hochadels) teil, die auch als die größten Grundbesitzer der Zeit gelten. Die meisten davon standen dabei auf Seiten der Lancastrianer. Die wirtschaftlichen Hintergründe der Rosenkriege zwangen jeden dazu, seine Seite zu wählen, um seinen Besitz und Stand zu behalten. Eine falsche Wahl konnte den Tod oder zumindest den Ruin bedeuten.
Die Schlacht bei Towton gilt als eine der wenigen, wenn nicht die einzige Schlacht in England, bei der die Kampfhandlungen so gewalttätig waren, dass während der Schlacht Pausen eingelegt werden mussten, um die Leiber der Gefallenen zu entfernen, damit die Linien der Kämpfenden wieder zueinander gelangten. Da in dieser Schlacht wenig Kavallerie und keine Artillerie zum Einsatz kam, entwickelte sich der Zweikampf Mann gegen Mann zum bestimmenden Element der sehr blutigen Schlacht. Nach der Schlacht von Towton lagen die Leichen von vermutlich bis zu 28.000 Gefallenen im Gebiet der Schlacht auf schneebedeckten Feldern verstreut.

## Hintergrund zur Schlacht
Nach der Schlacht von Wakefield und der zweiten Schlacht von St Albans lagen die Lancastrianer und die Yorkisten zahlenmäßig und kräftemäßig gleichauf. Die Anhänger des Hauses Lancaster kontrollierten zudem die Städte York und Salisbury. Richard Neville, der Earl of Warwick, damals der reichste Mann Englands und als „Königsmacher“ bekannt, hatte sich auf die Seite der Yorkisten gestellt und Eduards Thronanspruch bestätigt. Er kontrollierte auch die Stadt London.
Am 6. März 1461 hatte Edward südlich des Trents, einem Fluss in der Mitte Englands, eine Proklamation verlesen lassen, in der er bekanntgab, dass niemand ohne seine Genehmigung den Fluss Trent überschreiten dürfe und dass er in Zukunft als Edward IV. König von England sei.
König Heinrich VI., der als geistig verwirrt galt, hatte alle Kriegsangelegenheiten in die Hände seiner Königin Margaret of Anjou gelegt. Diese sammelte die Vasallen des Hauses Lancaster um deren Hochburg, die Stadt York.
Edward selbst wollte eine Entscheidungsschlacht herbeiführen und marschierte nach Norden, um das Heer der Lancastrianer zu stellen. Am 29. März, dem Palmsonntag des Jahres 1461, kam es schließlich trotz ständiger Schneestürme zu dieser entscheidenden Schlacht.

## Ablauf der Schlacht bei Towton

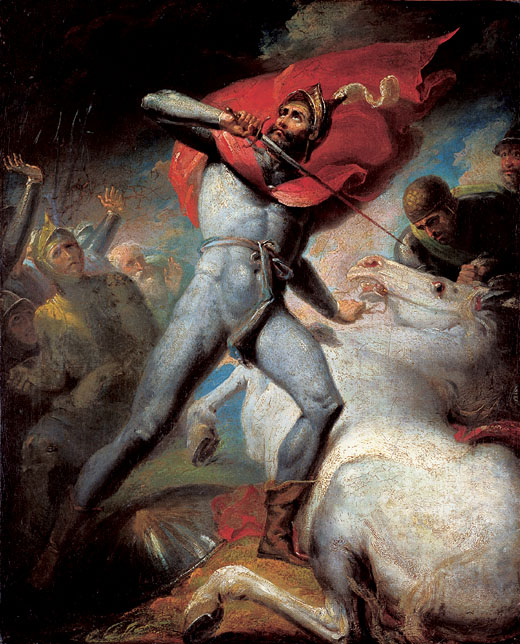
Der Earl of Warwick tötet sein Pferd vor der Schlacht
(Henry Tresham 1797)

Am Vorabend der Schlacht bei Towton, also am Samstag, dem 28. März, gab es bereits ein erstes Aufeinandertreffen zwischen den Parteien, das als Schlacht bei Ferrybridge bekannt ist (manche Historiker beziehen diese Schlacht wegen des kurzen zeitlichen Abstands in die Schlacht bei Towton mit ein). Am nächsten Morgen trafen dann die beiden Heere direkt aufeinander. Eine zeitgenössische Anekdote erzählt, der Earl of Warwick habe nach der Schlacht bei Ferrybridge die Nachricht von den hohen Verlusten zu Edward gebracht und dabei sein Pferd getötet, um als gemeiner Mann zusammen mit seiner Truppe zu kämpfen und um zu zeigen, dass er nicht die Absicht habe, vom Schlachtfeld zu fliehen.
Auf dem Feld bei Towton, einem ebenen, etwa einen Kilometer langen Plateau, hatten sich die 60.000 Kämpfer der Lancastrianer dicht gedrängt aufgestellt, rechts von einem abfallenden Steilhang geschützt. Am Grund dieses Hanges lag der „Coch Beck“, ein kleiner Bach, der durch das Wetter (Regen und starker Schneefall) allerdings zu einem Fluss angeschwollen war.
Die Soldaten des Hauses York bezogen Position auf dem gegenüberliegenden Berghang und damit etwas unter dem Plateau, auf dem die Lancaster-Armee stand. Gegen 11 Uhr am Palmsonntag drehte der Wind und die Langbogenschützen der Yorkisten begannen mit dem Beschuss der gegnerischen Stellungen. Zeitgenössische Quellen sprechen von bis zu 120.000 Pfeilen pro Minute, die dabei verschossen wurden. Durch den Gegenwind und den Schneesturm flogen die Pfeile der Lancastrianer nicht weit genug und waren daher weitgehend wirkungslos. Dies zwang das Heer der Lancastrianer zum Angriff, um dem weiteren Beschuss und dessen Wirkung auszuweichen.
Die zahlenmäßig unterlegene Armee Yorks wurde anfänglich stark unter Druck gesetzt. Doch Mitte des Nachmittages erschien der Duke of Norfolk mitsamt seinem Kontingent frischer Truppen und griff die ungeschützte linke Flanke des Lancaster-Heeres an. Die Schlacht war damit so gut wie gewonnen, doch das Heer Lancasters gab noch keinen Boden preis, da die vorherigen Verhandlungen über die Bedingungen bei einer Niederlage und für eventuelle Gefangene dies unmöglich machten. In der hereinbrechenden Dunkelheit wurde so das Heer der Lancastrianer über die linke Flanke aufgerollt, bis etwa gegen 22 Uhr eine Massenflucht einsetzte.
Bei dieser Flucht erwies sich der Steilhang als Nachteil, denn die fliehenden Kämpfer mussten diesen überhastet hinunterklettern, kamen auf dem glatten und schneebedeckten Boden ins Straucheln und ertranken Chronisten zufolge im Hochwasser des Baches oder wurden von den Nachdrängenden zu Tode getrampelt. Die Überlebenden versuchten in der darauffolgenden Nacht, die Stadt York zu erreichen (das Zentrum der Lancastrianer). Allerdings wurde York etwa gegen Mitternacht von den Männern Edwards IV. gestürmt. Die Jagd auf versprengte Angehörige des Heeres dauerte zwei Tage. Es wird angenommen, dass bis zu 40 Prozent des Heeres der Lancastrianer bei dieser Schlacht ums Leben kamen. Dieses würde eine Zahl von bis zu 20.000 Soldaten bedeuten.
Untersuchungen an Skeletten, die im Jahr 1996 bei Ausgrabungen auf den Feldern in und um Towton gefunden wurden, zeigen, dass eine große Zahl von Getöteten an Kopfwunden starben, die durch Schwerter, Streitäxte und Kriegshämmer verursacht worden waren. Dies deutet darauf hin, dass die Berichte der Chronisten, wonach das Heer der Lancastrianer in heilloser Flucht Waffen und Helme weggeworfen hatte, wahr sind.

## Auswirkungen der Schlacht
Die Schlacht bei Towton war nicht die letzte Schlacht der Rosenkriege, aber wohl eine der entscheidenden. Schon zwei Stunden nach Ende der Schlacht mussten König Heinrich, Königin Margarete und Henry Beaufort, 2. Duke of Somerset, nach Schottland fliehen. Die Angehörigen des Adels, die auf der Seite des Hauses Lancaster gestanden hatten, schworen König Edward die Treue.
Damit endete die sogenannte „erste Phase“ der Rosenkriege. Nur der spätere Wechsel einiger wichtiger Vasallen (insbesondere der Seitenwechsel von Richard Neville, Earl of Warwick) aus dem Lager König Eduards IV. ins Lager der Lancastrianer ermöglichte eine Weiterführung der Rosenkriege bis 1471 in der Schlacht von Tewkesbury.

## Berichte über die Schlacht
Es gibt keine direkten Chronisten- oder Augenzeugenberichte über die Schlacht bei Towton. Alle verfügbaren Daten stützen sich deswegen auf die Chronik Edward Halls, dessen Großvater nach eigener Aussage an dieser Schlacht teilnahm, einige Fragmente aus der Feder anderer Chronisten, die ebenfalls erst deutlich nach der Schlacht darüber berichteten, und auf Ausgrabungen des Schlachtfeldes. Obwohl Hall etwa 80 Jahre nach der Schlacht schrieb, scheint er Zugang zu Originalmaterialien, wie etwa den Listen der Kombattanten, gehabt zu haben. Er gibt daher auch die Zahl der Getöteten sehr exakt mit 36.776 an, eine doch äußerst zweifelhafte Angabe, da wohl keine exakten Listen aller Gefallenen, speziell aber der Toten der unterlegenen Seite geführt wurden. Generell ist es sehr schwierig, den genauen Ablauf von Ereignissen in der Zeit der Rosenkriege zu ermitteln, da hier die Geschichtsschreibung der Siegerpartei, also der Yorkisten, sehr intensiv ihren Standpunkt in den historischen Werken vertrat und Berichte, die diesem nicht entsprachen, auch in späteren Zeiten verboten wurden.
Die Ausgrabungen der jüngeren Zeit und die dabei gemachten Funde lassen Zweifel an den Angaben zu den Zahlen der Teilnehmer der Schlachten und zur Zahl der Gefallenen aufkommen. So sollen laut Hall die Leichen der Getöteten an Ort und Stelle einfach verscharrt worden sein, allerdings deckt die Ausgrabungslage diese Aussage nicht. An den historischen Stellen sind bei Probegrabungen keine Skelettfunde gemacht worden.
Es ist sehr schwierig zu entscheiden, ob die in Chroniken aufgeführten Listen der Teilnehmer eine glaubwürdige Quelle für die Zahl der Kämpfer darstellen, da die unmittelbaren Schlachtfeldbefunde diese teilweise nicht stützen. Außerdem ist bekannt, dass derartige muster rolls, auf denen ja auch die Bezahlung der jeweiligen Befehlshaber basierte, sehr häufig nicht existente Soldaten enthielten.
Michael M. Miller geht in seinem Buch davon aus, dass bei einer geschätzten Gesamtbevölkerungszahl von 3 Millionen in England eine Teilnehmerzahl von 100.000 (wie teils angenommen) nicht glaubwürdig erscheint; er verglich verschiedene Quellen und errechnet daraus eine Gesamtteilnehmerzahl von 30.000–35.000 Kämpfern. Charles Ross geht in seiner Standardbiographie über Eduard IV. davon aus, dass beide Seiten durchaus über beachtliche Truppen verfügten, zumal auf Seite des Hauses Lancaster mehrere hohe Adlige anwesend waren; er geht von rund 50.000 Mann aus. Der Mangel an archäologischen Befunden lässt eine Entscheidung darüber, welche der Angaben (sowohl der zeitgenössischen Chronisten als auch moderner Historiker) wirklich zutreffend sind, nicht zu.